# Юта фон Сайн-Витгенщайн
Юта фон Сайн-Витгенщайн (на немски: Jutta von Sayn-Wittgenstein; * ок. 1563; † 1 януари 1612) е графиня от Сайн-Витгенщайн и чрез женитба господарка на господството Винебург на Мозел и Байлщайн и бургграфиня на Алцай.

## Произход
Тя е дъщеря на граф Вилхелм I фон Сайн-Витгенщайн (1488 – 1570) и съпругата му Йоханета фон Изенбург-Ноймаген (1500 – 1563), дъщеря на Салентин VII фон Изенбург-Ноймаген и съпругата му Елизабет Фогт фон Хунолщайн-Ноймаген (ок. 1475 – 1536).

## Фамилия
Юта фон Сайн-Витгенщайн се омъжва на 24 февруари 1563 г. за фрайхер Филип II фон Винебург-Байлщайн (* 13 декември 1538; † 8 септември 1600 в Алцай), син на Филип I фон Винебург-Байлщайн († 1583) и Урсула фон Ритберг († сл. 1539) Те имат 6 деца:
- Филип III фон Винебург-Байлщайн (* 6 юли 1564; † сл. 1634), фрайхер на Винебург-Байлщайн, бургграф на Алцай, женен за Елизабет фон Папенхайм († сл. 1612)
- Жанета (* 17 септември 1565; † 2 април 1625), омъжена на 21 февруари 1585 г. за граф Хайнрих VII/X фон Ортенбург-Нойортенбург (* 6 ноември 1556; † 30 юли 1603), син на граф Йохан III фон Ортенбург-Нойортенбург († 1568)
- Урсула (* 25 март 1567; † 24 август 1612)
- Еберхард († 1587)
- Анна (* 1570; † 30 септември 1635), омъжена пр. 1560 г. за Филип фон Папенхайм († 1619)
- Вилхелм фон Винебург-Байлщайн (* пр. 17 ноември 1571; † 5 юли 1636/1637), фрайхер на Винебург-Байлщайн, женен

I. на 6 или 11 октомври 1606 г. в Бирщайн за Анна Сибила фон Изенбург-Бюдинген (* 10 август 1578; † 7 август 1618), дъщеря на граф Лудвиг III фон Изенбург-Бюдинген и Анна Сибила фон Шварцбург, родители на Анна Сибила фон Винебург (* ок. 1607; † 21 юли 1635), омъжена 1623 г. за граф Конрад Лудвиг фон Золмс-Браунфелс (* 15 декември 1595; † 10 ноември 1635), син на граф Йохан Албрехт I фон Золмс-Браунфелс и Агнес фон Сайн-Витгенщайн
II. на 5 септември 1619 г. за Магдалена фон Сайн-Витгенщайн (* 28 октомври 1575; † 5 февруари 1634, дъщеря на граф Лудвиг I фон Сайн-Витгенщайн и Елизабет фон Золмс-Лаубах